# Anthiadinae
Pour les articles homonymes, voir Anthiinae.
Sous-famille
Les Anthiadinae (originellement : « Anthiinae ») sont une sous-famille de poissons téléostéens, de la famille des Serranidae.
La plupart de ces poissons sont souvent appelés « anthias » en français, même si cette appellation est beaucoup plus vaste que le genre Anthias. 

## Liste des genres
Selon World Register of Marine Species (15 février 2017) :
- genre Acanthistius Gill, 1862
- genre Anatolanthias Anderson, Parin & Randall, 1990
- genre Anthias Bloch, 1792
- genre Baldwinella Anderson & Heemstra, 2012
- genre Caesioperca Castelnau, 1872
- genre Caprodon Temminck & Schlegel, 1843
- genre Choranthias Anderson & Heemstra, 2012
- genre Dactylanthias Bleeker, 1871
- genre Epinephelides Ogilby, 1899
- genre Giganthias Katayama, 1954
- genre Hemanthias Steindachner, 1875
- genre Holanthias Günther, 1868
- genre Hypoplectrodes Gill, 1862
- genre Lepidoperca Regan, 1914
- genre Luzonichthys Herre, 1936
- genre Meganthias Randall & Heemstra, 2006
- genre Nemanthias Smith, 1954
- genre Odontanthias Bleeker, 1873
- genre Othos Castelnau, 1875
- genre Plectranthias Bleeker, 1873
- genre Pronotogrammus Gill, 1863
- genre Pseudanthias Bleeker, 1871
- genre Rabaulichthys Allen, 1984
- genre Sacura Jordan & Richardson, 1910
- genre Selenanthias Tanaka, 1918
- genre Serranocirrhitus Watanabe, 1949
- genre Tosana Smith & Pope, 1906
- genre Tosanoides Kamohara, 1953
- genre Trachypoma Günther, 1859

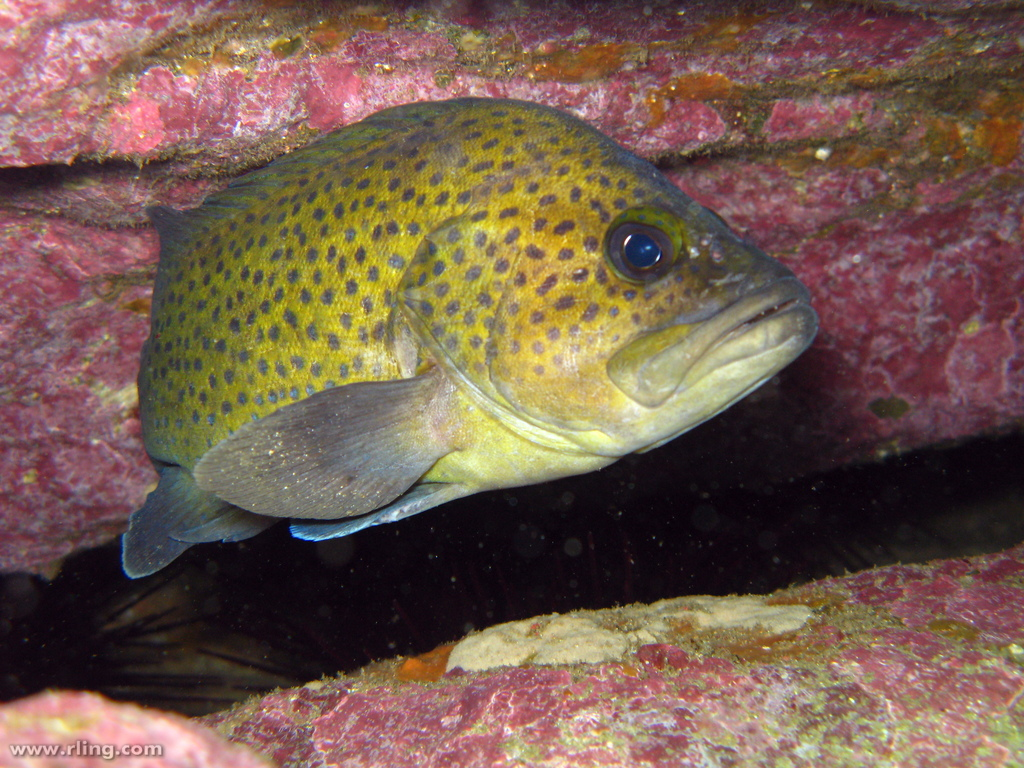
Acanthistius ocellatus
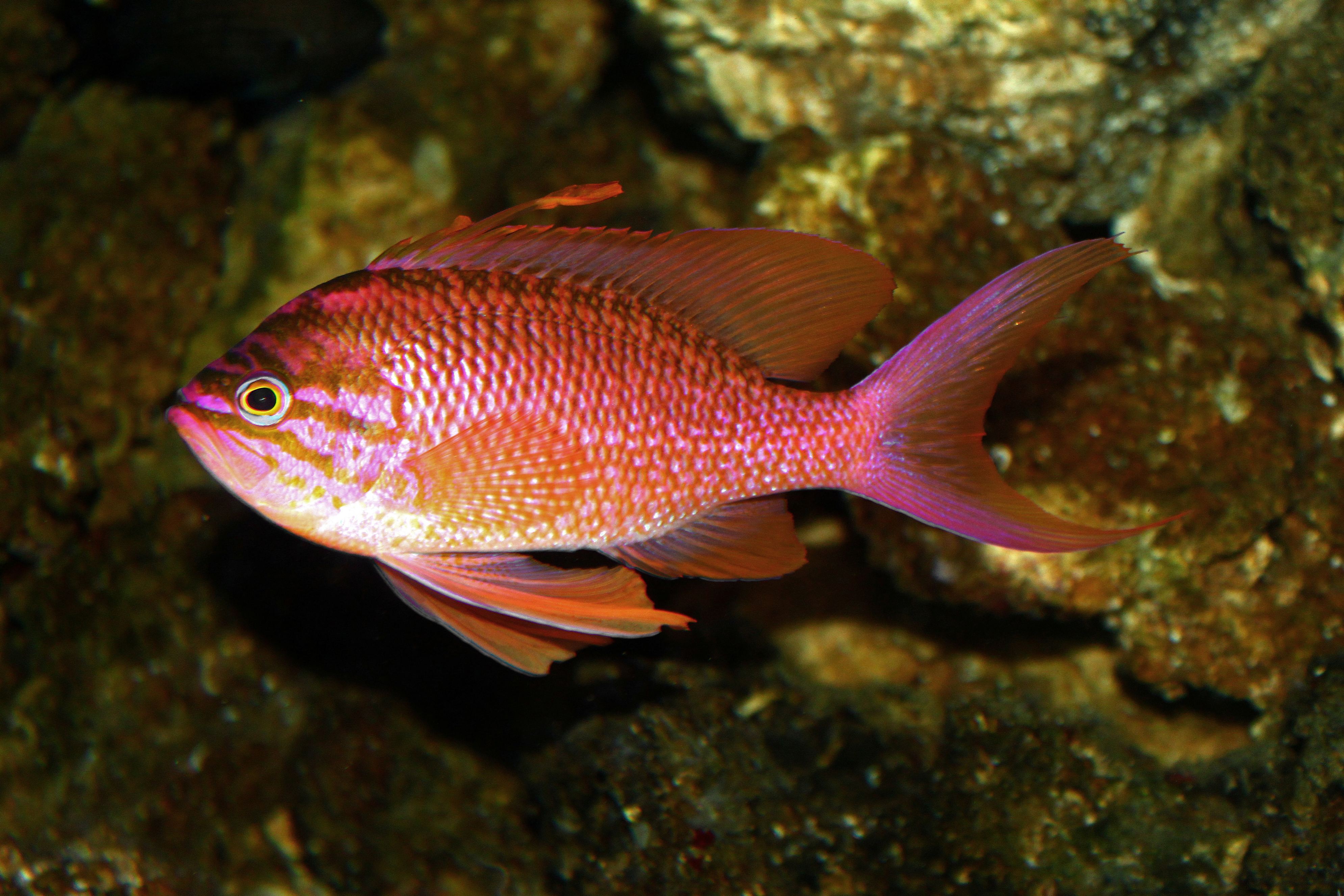
Anthias anthias
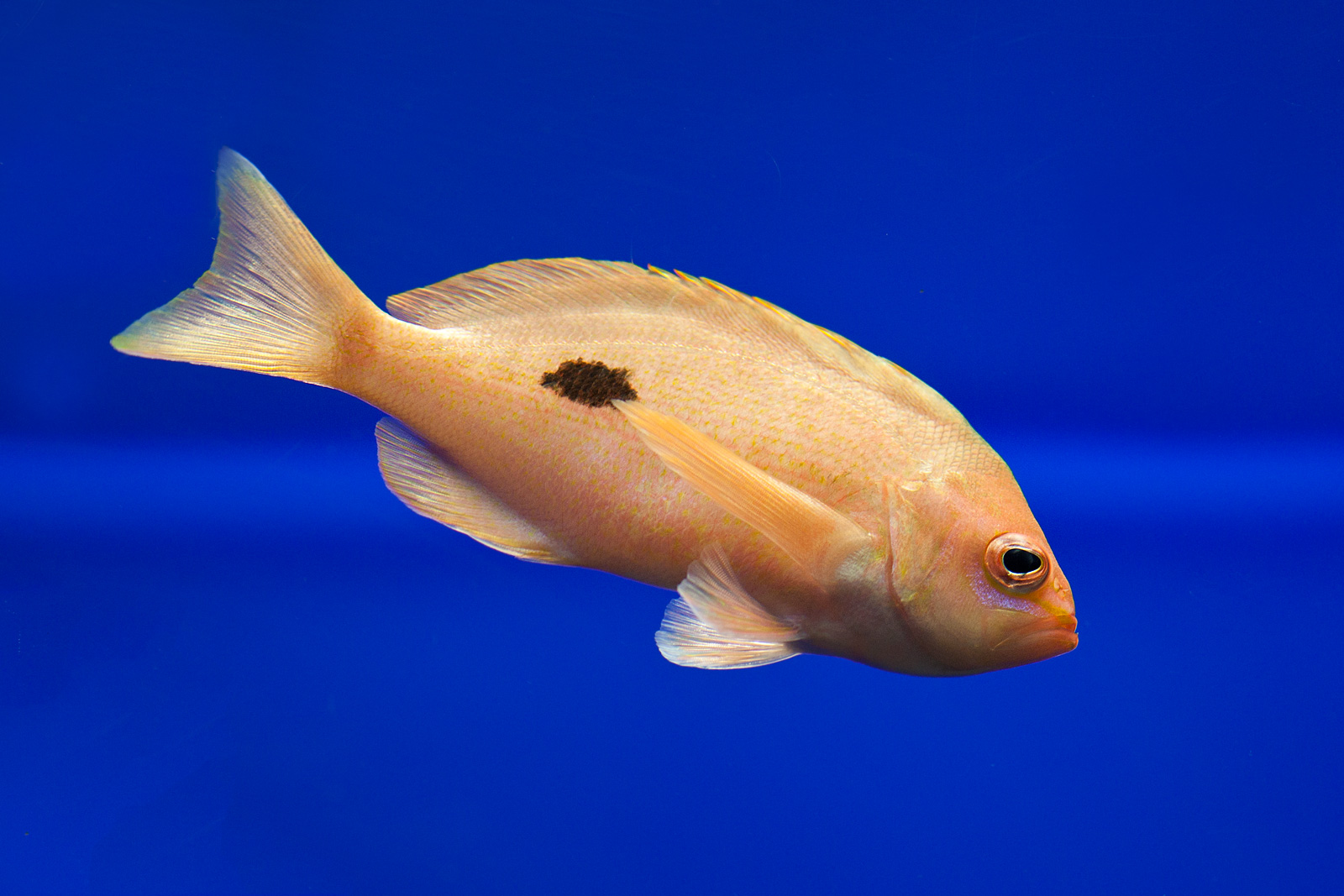
Caesioperca lepidoptera
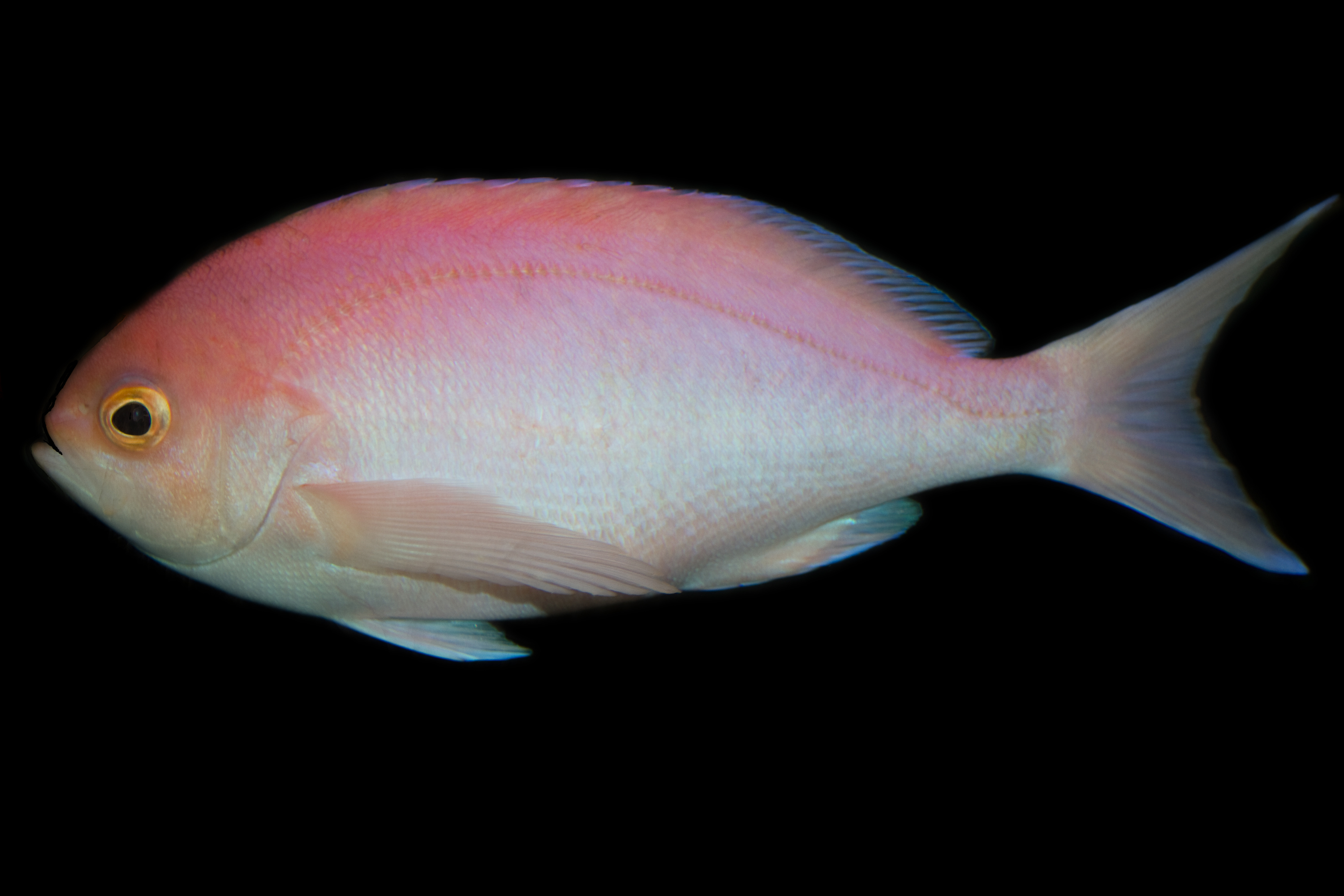
Caprodon longimanus
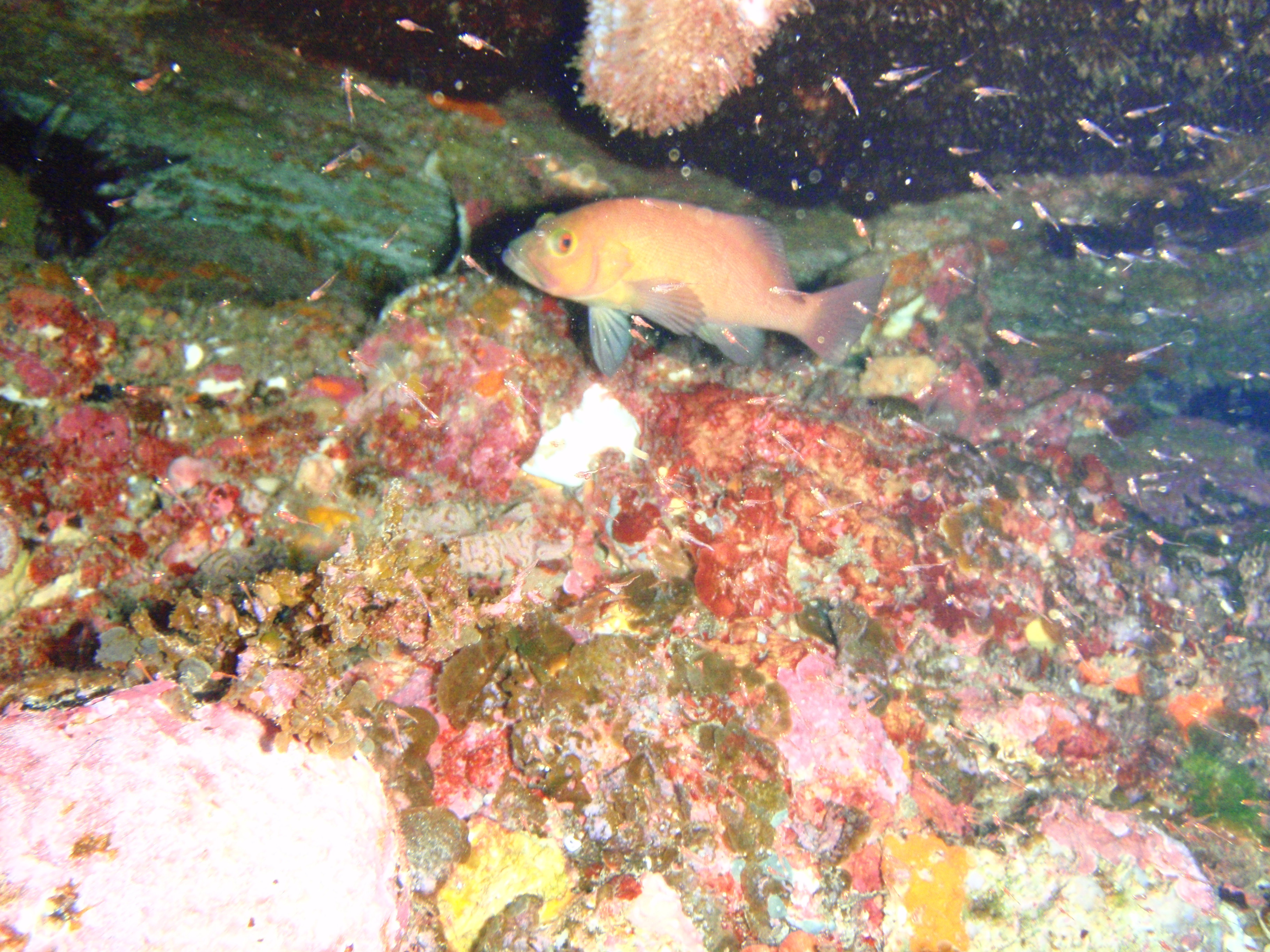
Epinephelides armatus
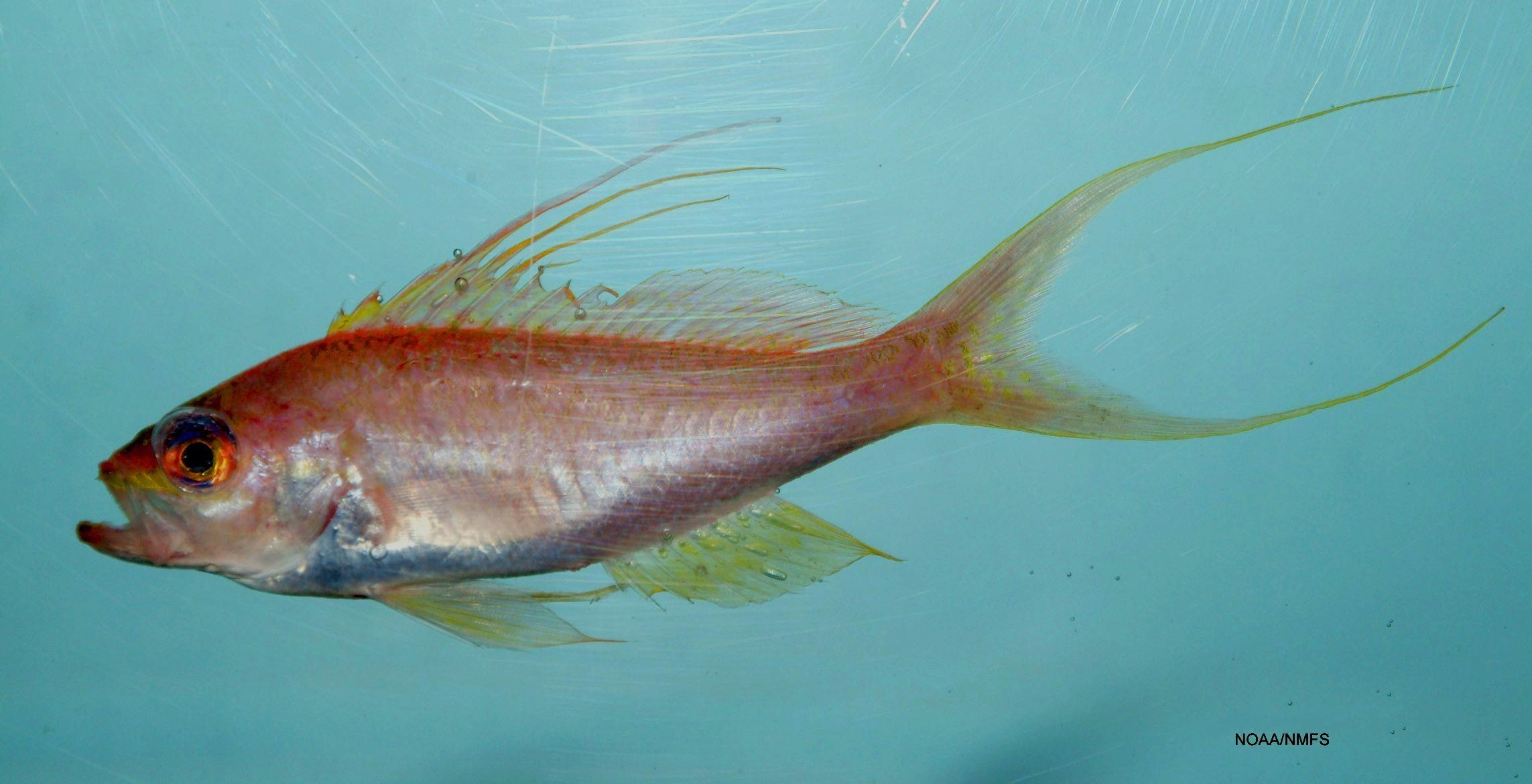
Hemanthias vivanus
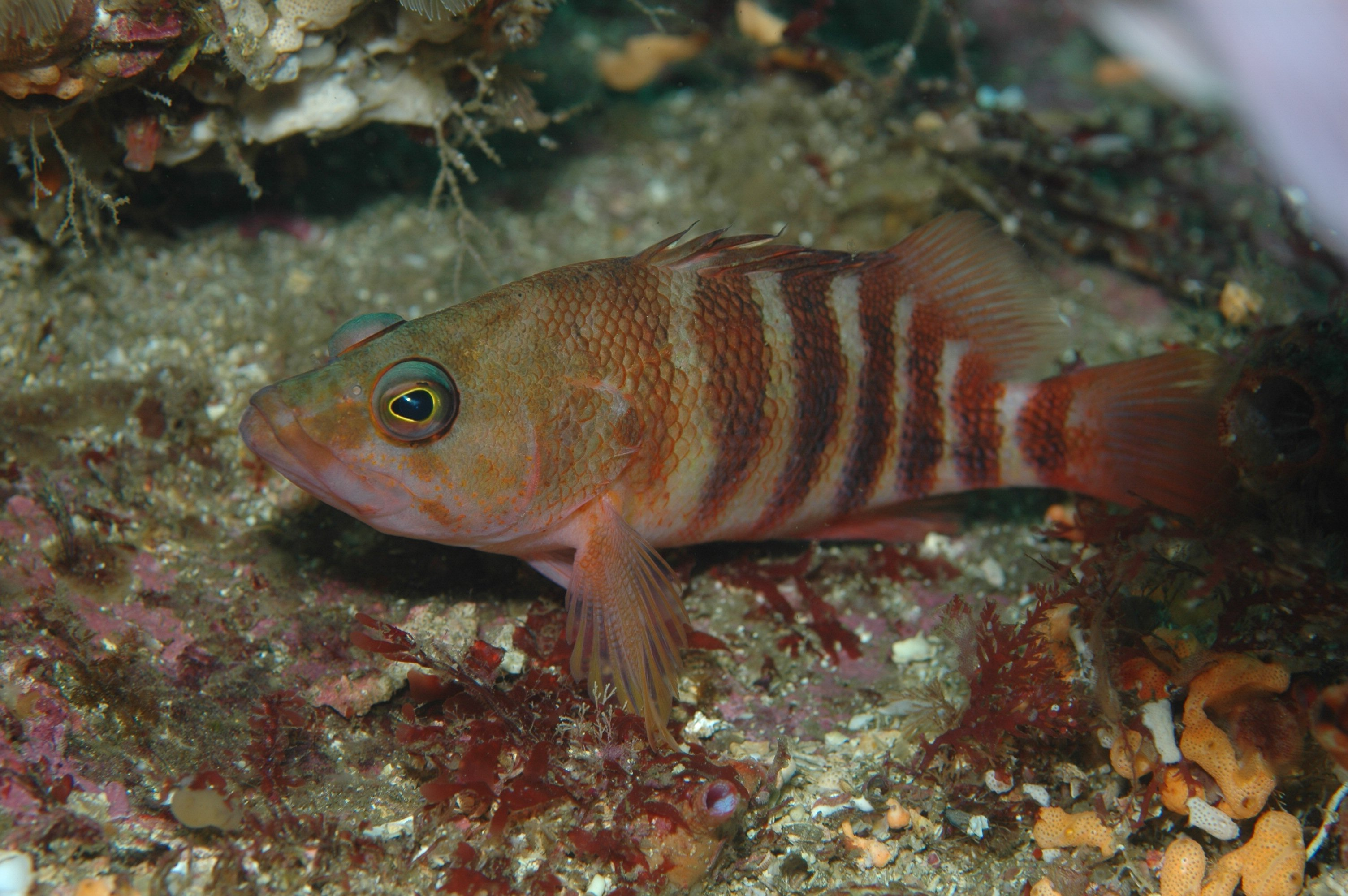
Hypoplectrodes huntii
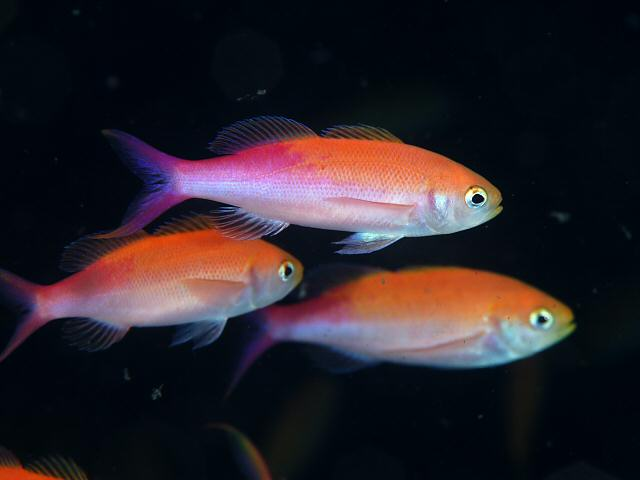
Luzonichthys waitei
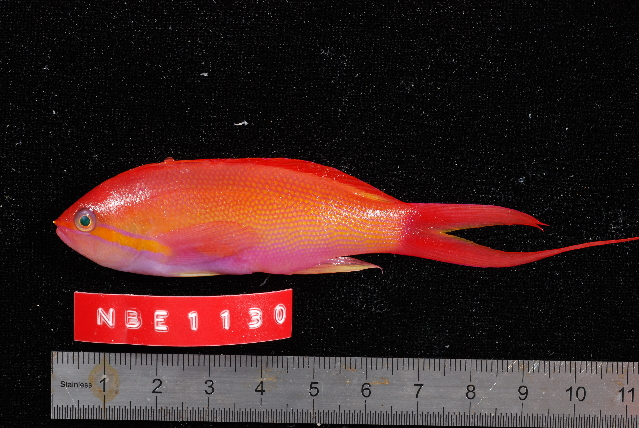
Nemanthias carberryi
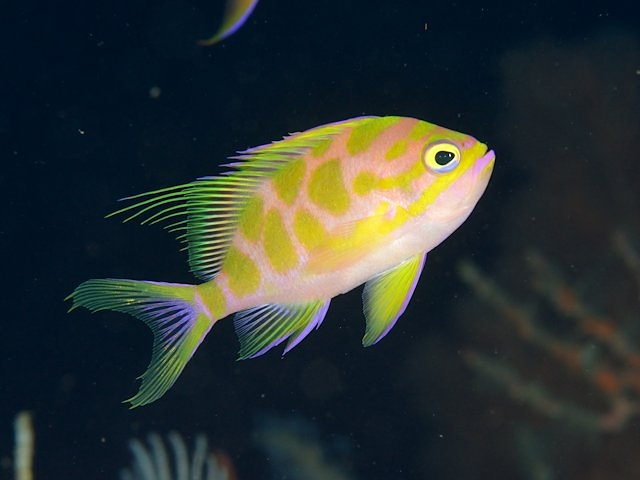
Odontanthias borbonius
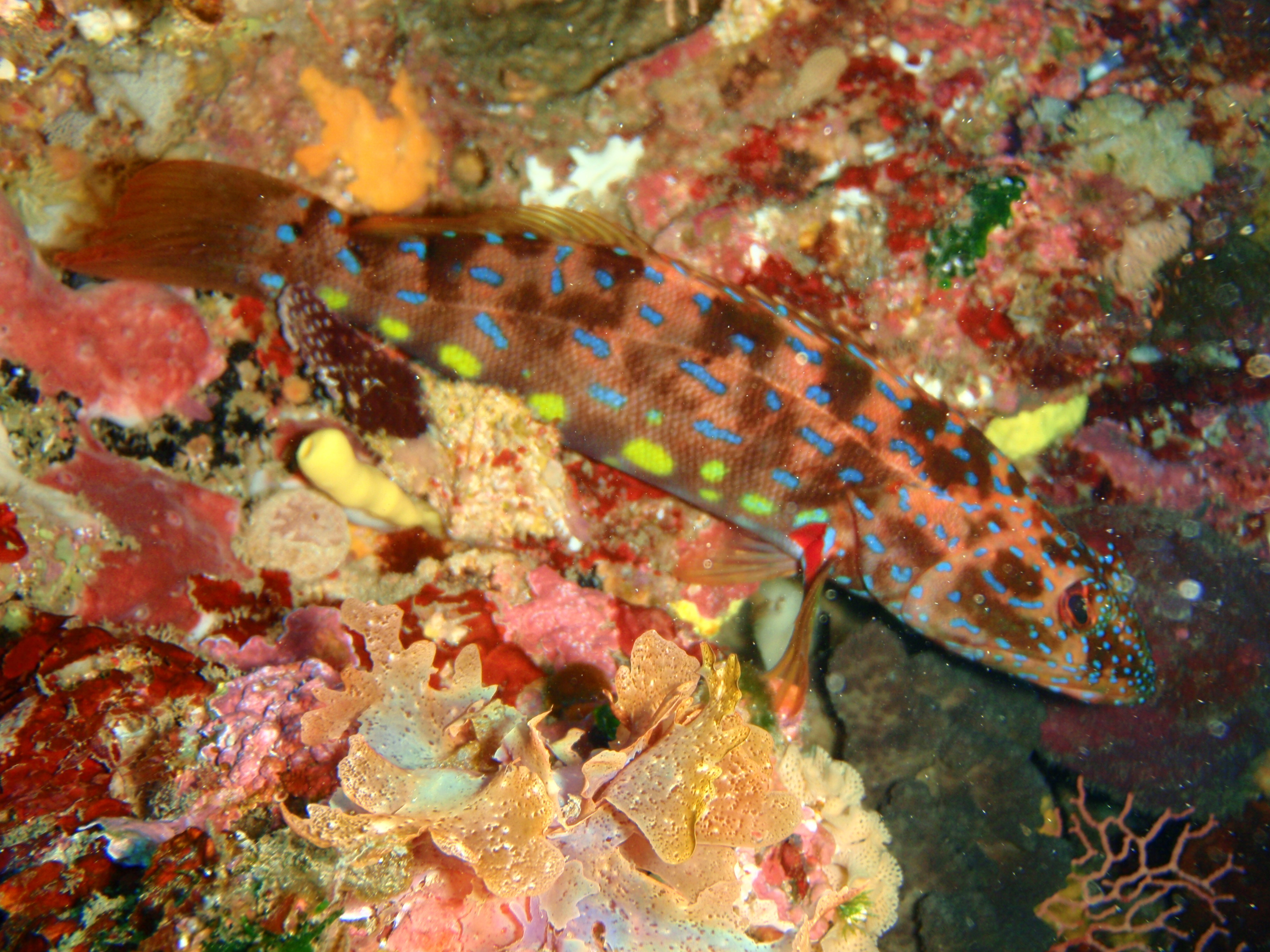
Othos dentex
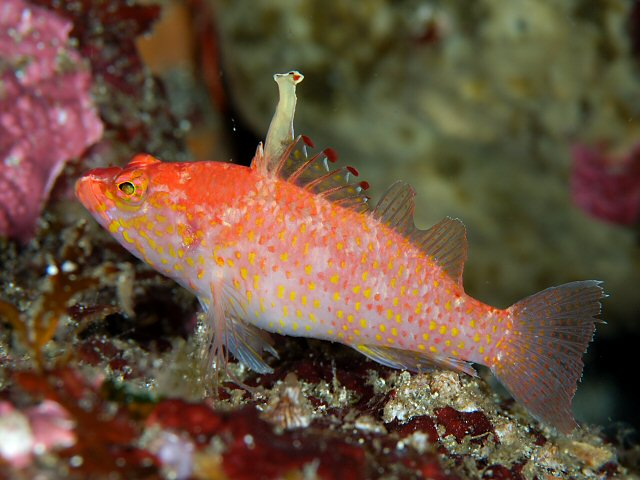
Plectranthias altipinnatus
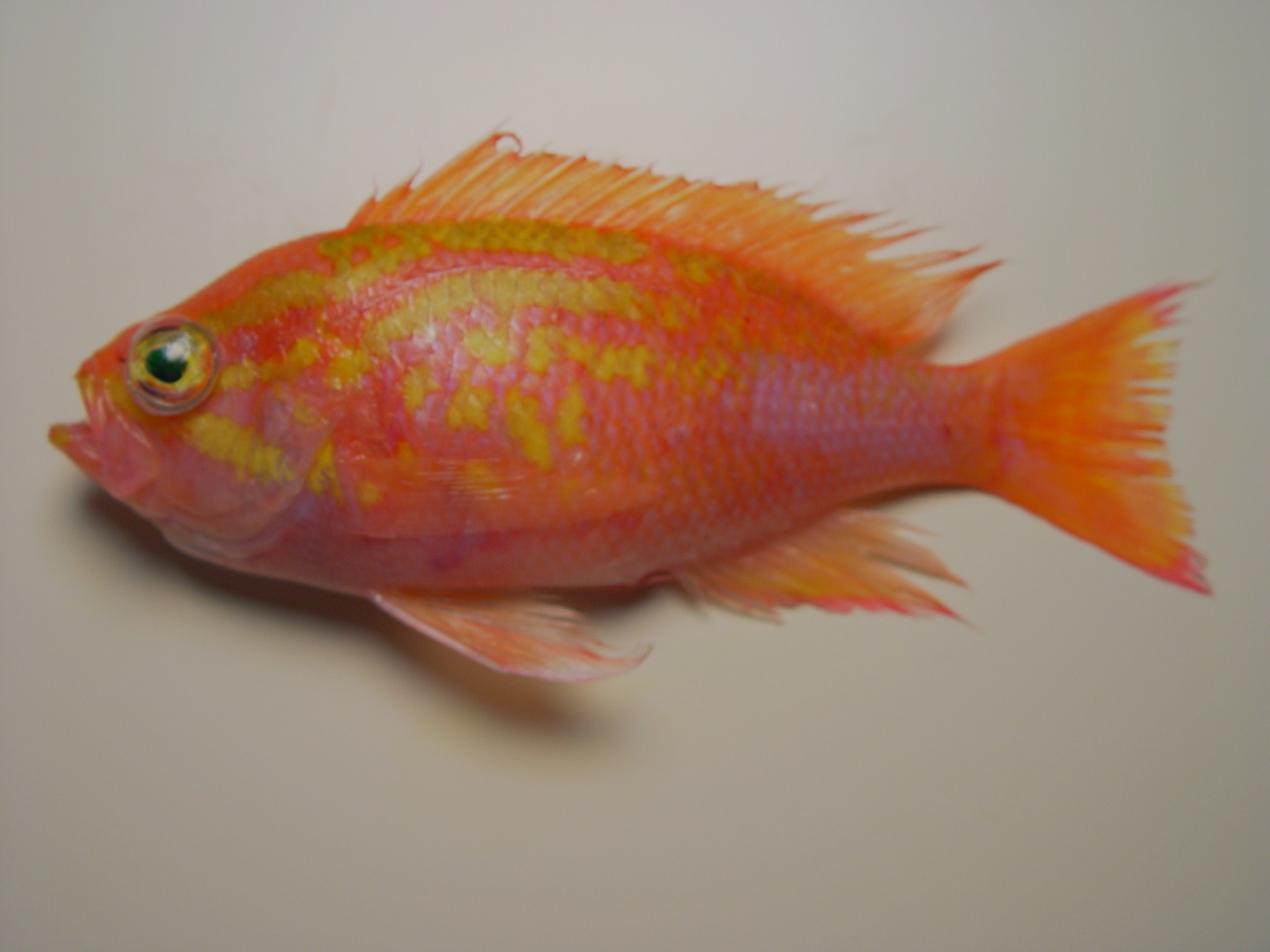
Pronotogrammus martinicensis
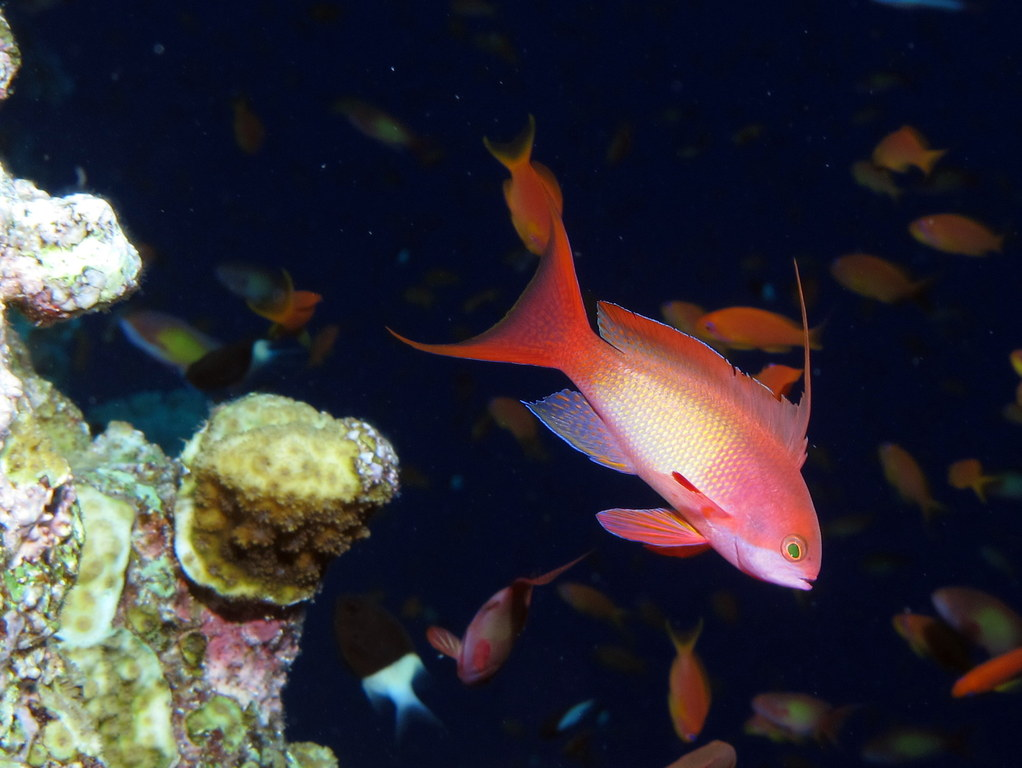
Pseudanthias squamipinnis
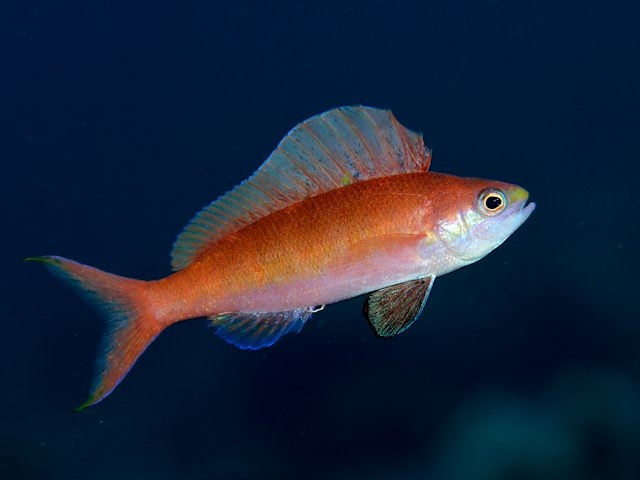
Rabaulichthys suzukii
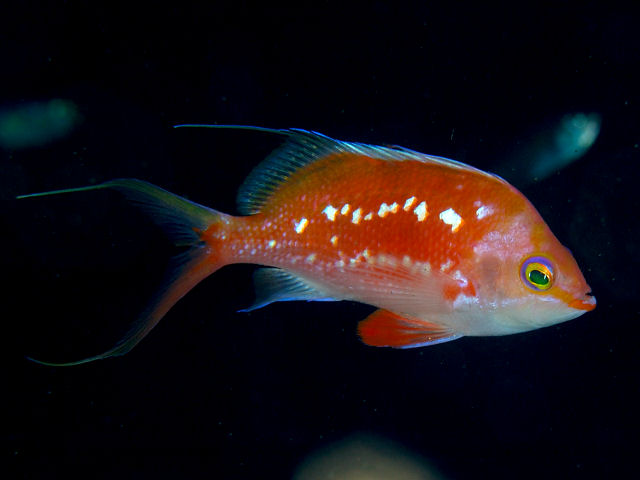
Sacura margaritacea
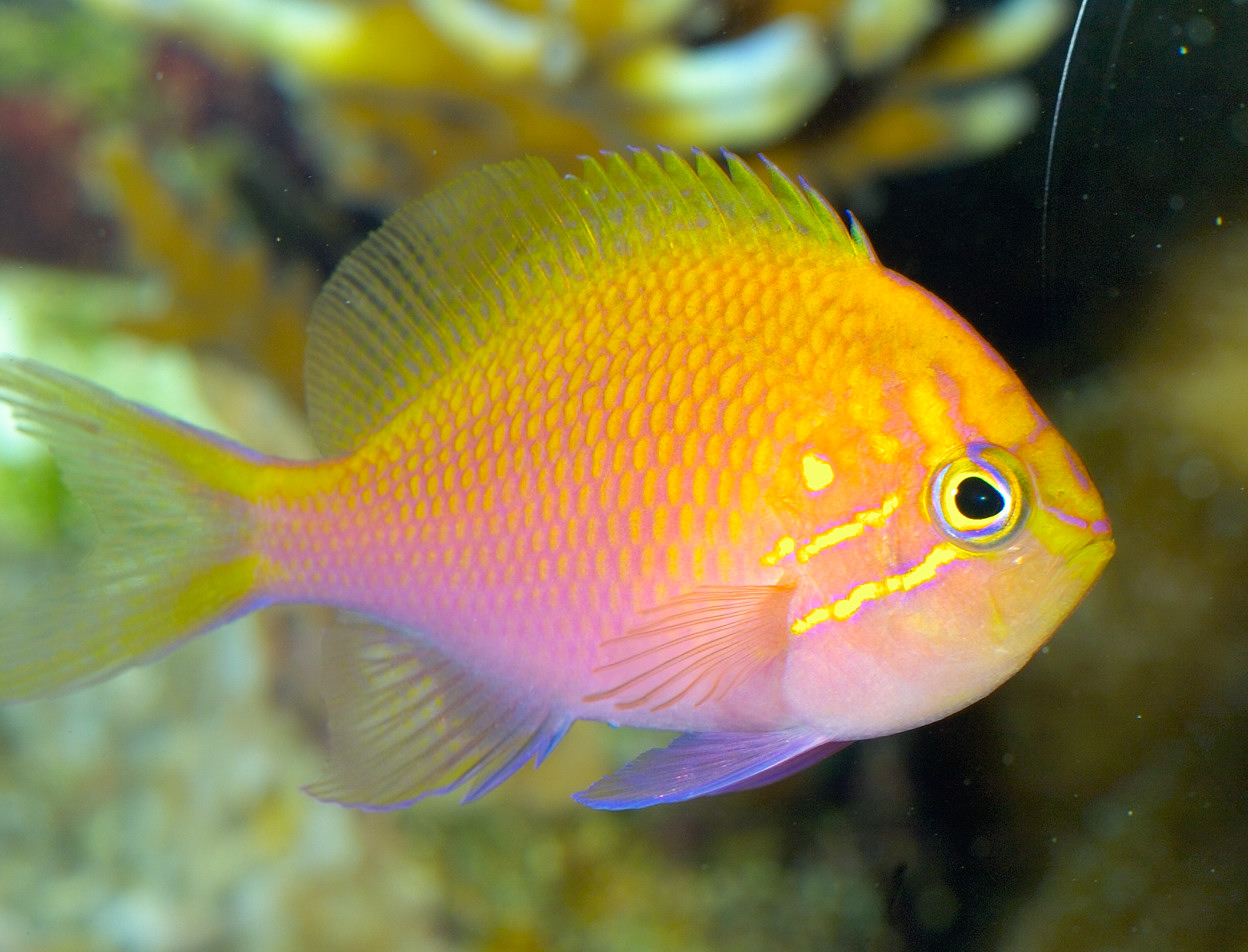
Serranocirrhitus latus
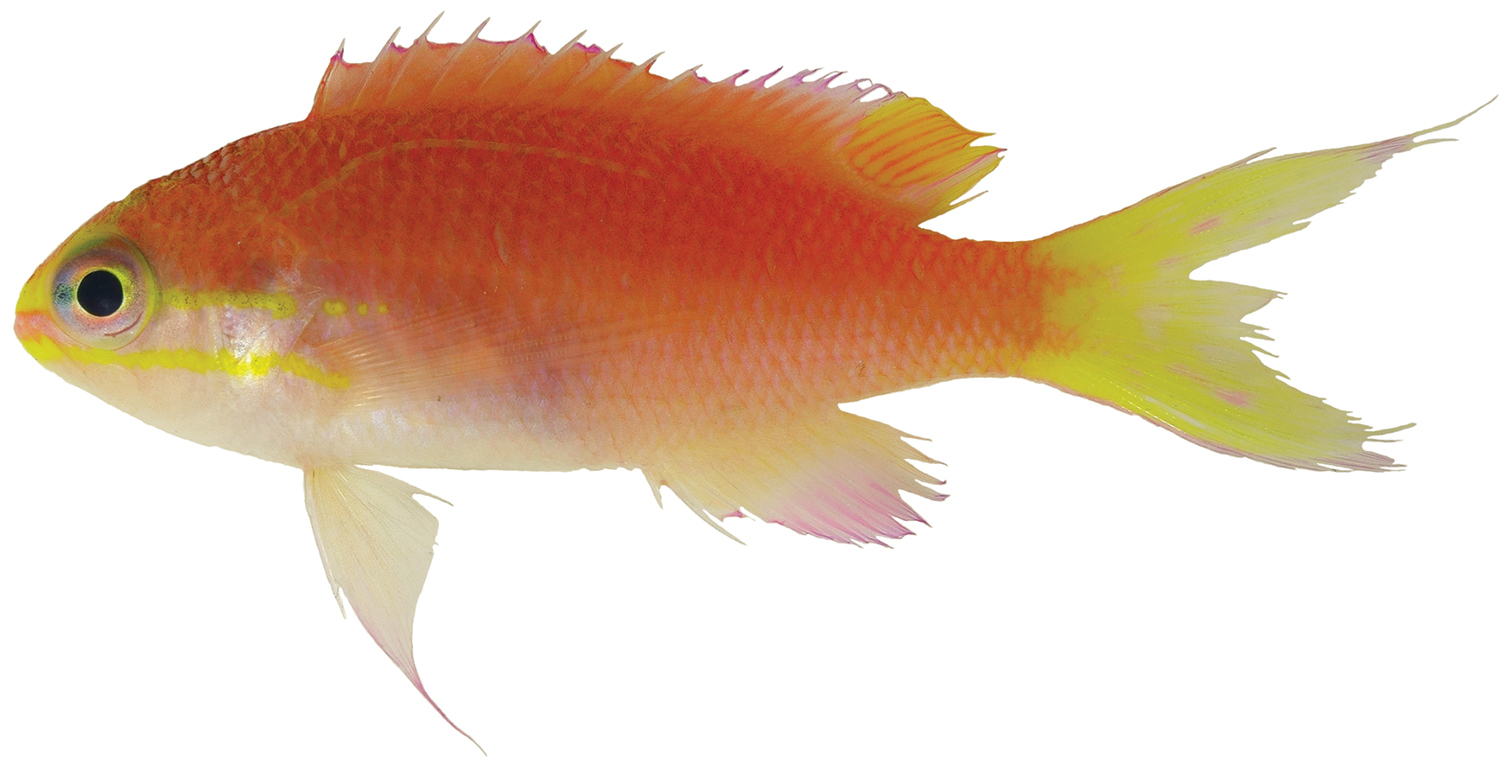
Tosanoides obama
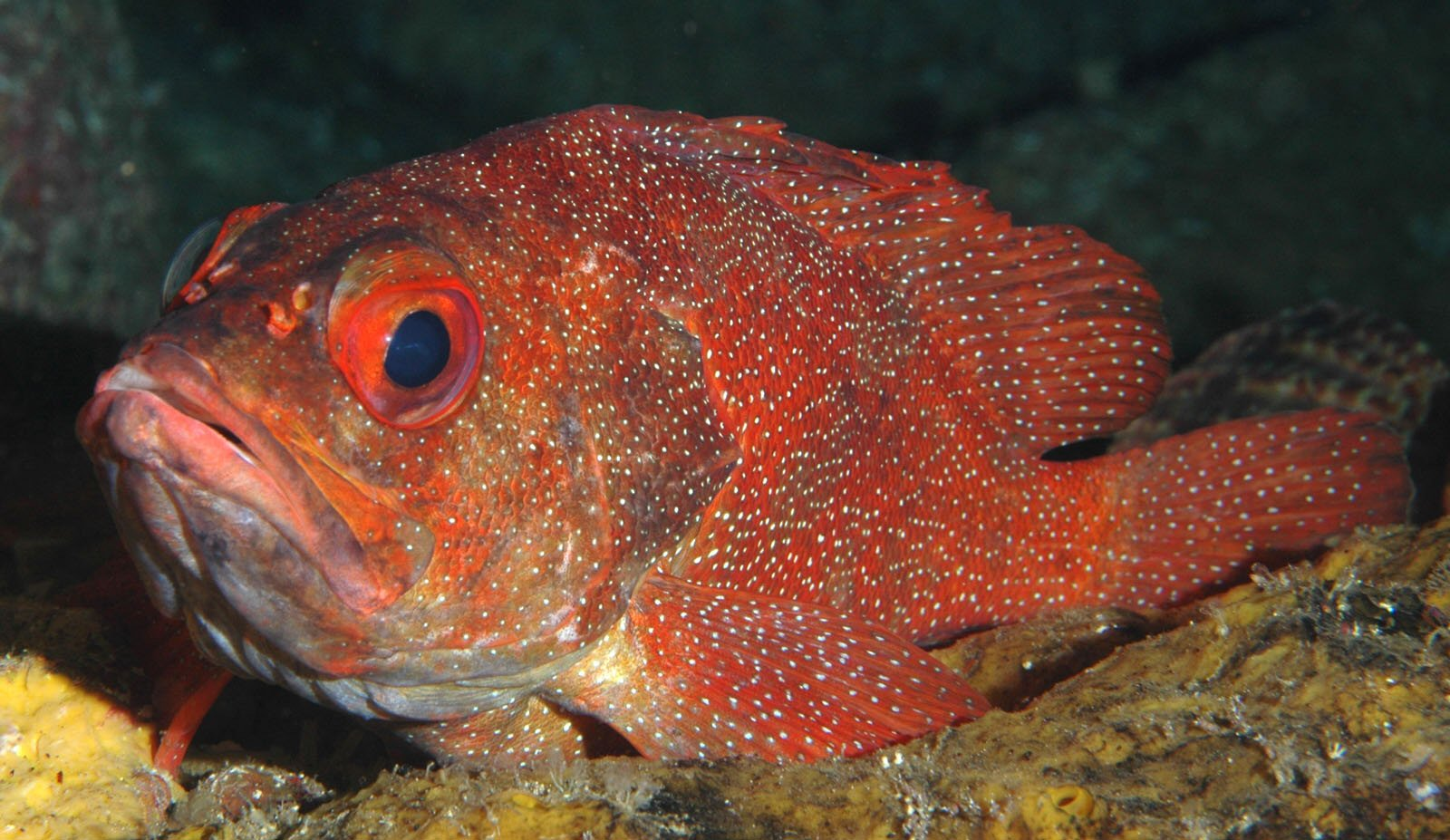
Trachypoma macaranthus